# Sepp Biehler

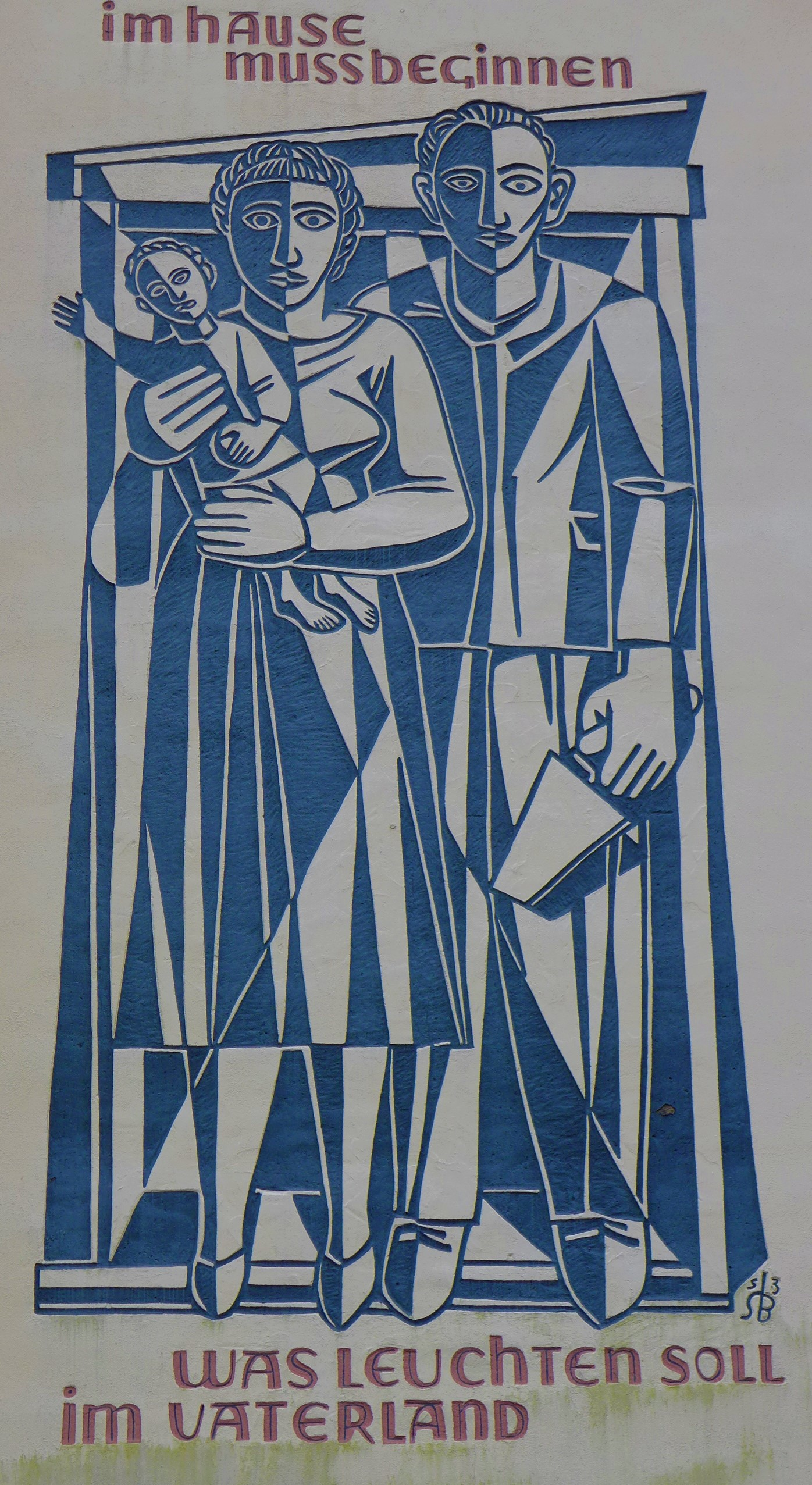
Sgraffito Im Hause muss beginnen, was leuchten soll im Vaterland von Sepp Biehler (1907–1973) aus dem Jahr 1953 an einem Wohnblock in der Straße Mittlere Flur in Wertheim;
Maße: ca. 7,50 m × 5 m

Sepp Biehler (* 30. Mai 1907 in Konstanz am Bodensee; † 11. Februar 1973 in Waldshut) war ein deutscher Maler und Graphiker.

## Leben, Ausbildung
Sepp Biehler war der Sohn des Eisendrehers Julius Biehler und seiner Frau Elisabeth, geborene Altenburger. Nach dem Besuch von Volksschule und Gymnasium machte Biehler 1923 ein Praktikum bei der Porzellanmanufaktur „Alt-Konstanz“; 1925–1928 folgte ein Studium an der Badischen Landeskunstschule Karlsruhe, seit 1926 bei dem Professor Ernst Würtenberger. Anschließend unternahm er verschiedene Studienreisen und konnte in ersten Ausstellungen in Südwestdeutschland seine Werke zeigen. 1939 malte er ein Ölbild des Psychiaters Konrad Rieger. Die Jahre 1939 bis 1945 waren geprägt von Kriegsdienst, Verwundung und Kriegsgefangenschaft. In den folgenden Jahren unternahm er weitere Reisen und war in zahlreichen Ausstellungen vertreten. 1955 hielt er sich in Hamburg auf, 1957 zog er nach Boxberg im Main-Tauber-Kreis. Im nordbadischen Raum erhielt er zahlreiche öffentliche und kirchliche Aufträge. 1969 zog er ein letztes Mal um, nach Bernau im Schwarzwald, wo er bis zum Ende seines Lebens wohnte.
Biehler war zweimal verheiratet, 1937 mit Isolde, geborene Schenkendorf und nach Scheidung 1955 mit Ingeborg, geborene Kraus. Aus der ersten Ehe gingen drei Söhne hervor, ein vierter Sohn stammte aus der zweiten Ehe.

## Künstlerisches Werk
Nachdem er sich ab Ende der 1920er Jahre an der Neuen Sachlichkeit orientierte, gehörte Sepp Biehler bald zu den bekannteren Malern im süddeutschen Ausstellungsgeschehen.
Ab den 1930er Jahren versah Biehler in Konstanz und dessen Umgebung zahlreiche private und öffentliche Gebäude mit dekorativen Wandmalereien und schuf Kreuzwegzyklen in einigen Kirchen.
1938 gründete er zusammen mit Elisabeth und Fritz Mühlenweg sowie Alexander Rihm und Werner Rohland die Konstanzer Malergruppe 1938.
Nach dem Zweiten Weltkrieg orientierte sich der Künstler zunehmend an der figurativen Abstraktion, behielt jedoch die Themen seines früheren Werkes bei: religiöse Motive, Landschaften und Figurenbilder.
Die von ihm geschaffenen Mosaiken, Sgraffiti und Steinschnitte prägen bis heute manches Stadtbild im Main-Tauber-Kreis.
In Süddeutschland erhielten mindestens ein Dutzend Kirchen durch seine Wandmalereien und Glasfenster ihre künstlerische Gestaltung.

## Ausstellungen
- farbige und graue Blätter. 1967, Kunstverein Konstanz, Wessenberghaus
- Gemälde, Graphik, Entwürfe 1907 bis 1973. Gedächtnisausstellung, 1978, Kunstverein Konstanz, Wessenberghaus, mit Katalog
- Von der neuen Sachlichkeit zur figurativen Abstraktion. 2003, Städtische Wessenberg-Galerie Konstanz, Kulturzentrum am Münster, mit Katalog

## Veröffentlichungen
- Sepp Weber: Der Gerchsheimer Kreuzwegzyklus. Bilder, Betrachtungen. Selbstverlag, Boxberg 1966.
  - Der Kreuzweg unseres Herrn - Damals und heute. Bilder, Betrachtungen. Calig-Verlag, München 1978.
- Erich Hofmann (Texte): 40 Jahre Laugelegumper: 1954 bis 1994. Bilder und Zeichnungen. Stadler, Konstanz 1993.
- Karl-Heinz Becker (Zusammenstellung): Der Kreuzweg Jesu: eine Betrachtung als Chance zum Aufbruch. Kreuzwegbilder. Karl-Heinz Becker, Walldürn 2005
- Bernhard Möking (Hrsg.): Sagen und Schwänke vom Bodensee. Illustrationen. See-Verlag, Friedrichshafen; Südverlag; Rosgarten Verlag, Konstanz; Lappan Verlag, Konstanz
- Hubert Baum (Hrsg.): Johr us - Johr ii. Alimannischs Chalenderbüechli für Stadt un Land, für Gross und Chlai. Holzschnitte.

## Quelle
- Ausstellungsflyer zur Ausstellung 2003 in Konstanz